# Obertura París
L'obertura París, obertura Amar, o obertura del cavall borratxo és una obertura d'escacs definida pel moviment
1.Ch3
Aquesta obertura es coneix de vegades en anglès com a Ammonia Opening ("obertura amoníac"), ja que Nh₃ és la fórmula química per a l'amoníac. L'aficionat parisenc Charles Amar la va jugar durant els anys 1930. El nom de l'obertura fou donat probablement per Tartakower, qui utilitzava els dos noms per a aquesta obertura, encara que l'autor d'escacs Tim Harding ha suggerit de broma que "Amar" és un acrònim per "Absolutely mad and ridiculous" ("Absolutament boig i ridícul") (Winter 1996, p. 89).
|  |

## Idees
Com a l'obertura Durkin, el blanc desenvolupa un cavall a una casella de la vora del tauler, sense raó aparent, i tal desenvolupament és bastant incòmode. (Un dels proverbis de Siegbert Tarrasch era A knight on the rim is dim (traduït aproximadament per 'Un cavall a la vora és absurd'). No obstant això, desenvolupar el cavall del rei prepara l'enroc al flanc de rei, i per això 1.Ch3 és un moviment més comú que 1.Ca3. Com que 1.Ch3 es considera una obertura irregular, es classifica sota el codi A00 a l'Enciclopèdia d'Obertures d'Escacs.
La resposta més comuna de les negres és 1...d5 que amenaça 2...Axh3, arruïnant el l'estructura de peons del flanc de rei blanc. Les blanques normalment juguen 2.g3 per evitar-ho, i les negres poden llavors prendre posicions al centre amb 2...e5.

## Variants amb nom propi
Hi ha unes quantes variants amb nom propi a l'obertura París. La més coneguda és el gambit París:
1. Ch3 d5
2. g3 e5
3. f4? Axh3
4. Axh3 exf4
Al gambit París, les blanques permeten que les negres prenguin posicions fortes al centre, i també es deixen material, de manera que el gambit es considera extremadament dubtós. L'única variant amb nom al gambit París és el gambit Grant:
5. 0-0 fxg3
6. hxg3.
Aquesta variant fou jugada primerament per Savielly Tartakower contra Andor Lilienthal a París, 1933.
Hi ha també una variant amb nom dins la variant 1... e5, coneguda com a Krazy Kat.
1. Ch3 e5
2. f3 d5
3. Cf2